# Pierre Doucet (architecte)
Ne pas confondre avec le général Pierre Doucet
Pierre Doucet est un architecte français, né en 1929. Premier second prix de Rome en 1960, il est l’auteur des plans de plusieurs réalisations à Nantes et de villas balnéaires de La Baule.

## Biographie
Pierre Doucet naît en 1929. Élève d’André Leconte, lui-même prix de Rome en 1923, il obtient le 1er second prix en 1960, derrière Jean-Claude Bernard sur le thème « Un centre d’affaires d’une capitale ».
En 1955, il construit la chapelle Saint-Louis de Quimiac à Mesquer. En 1969, il signe la réalisation du restaurant universitaire Le Tertre à Nantes, aux côtés de Louis Arretche et d’André Guillou.
En 1979, il est l'architecte et le maître d’œuvre du programme immobilier baulois « Opération Mazy » qui rassemble plusieurs résidences telles que La Louisiane, Santa Clara, Santa Cruz, Clipper ou Le Trident. Il est également l’auteur de l’immeuble La Vague sur le remblai de La Baule. Toujours en presqu'île guérandaise, à Saint-André-des-Eaux, il signe les plans du club-house du golf Saint-Denac et à La Baule, le foyer du troisième âge.